# 제임스 잽
제임스 해럴드 잽(James Harold Japp)은 스코틀랜드 야드에 소속된 경감(수사반장; Detective Chief Inspector)으로, 애거사 크리스티의 에르퀼 푸아로 시리즈에 등장하는 가공의 인물이다. 웨일스 출신의 아내를 둔 유부남이다.

## 드라마
피터 유스티노프 경이 푸아로 역으로 출연한 TV용 영화 <13인의 만찬(Thirteen at Dinner)>에서는 데이비드 수셰이가 잽 경감을 연기했다. 수셰이가 푸아로 역으로 출연하는 <애거사 크리스티의 푸아로(Agatha Christie's Poirot)>에서는 필립 잭슨이 잽 경감을 연기했다.